# Simmerner Mulde

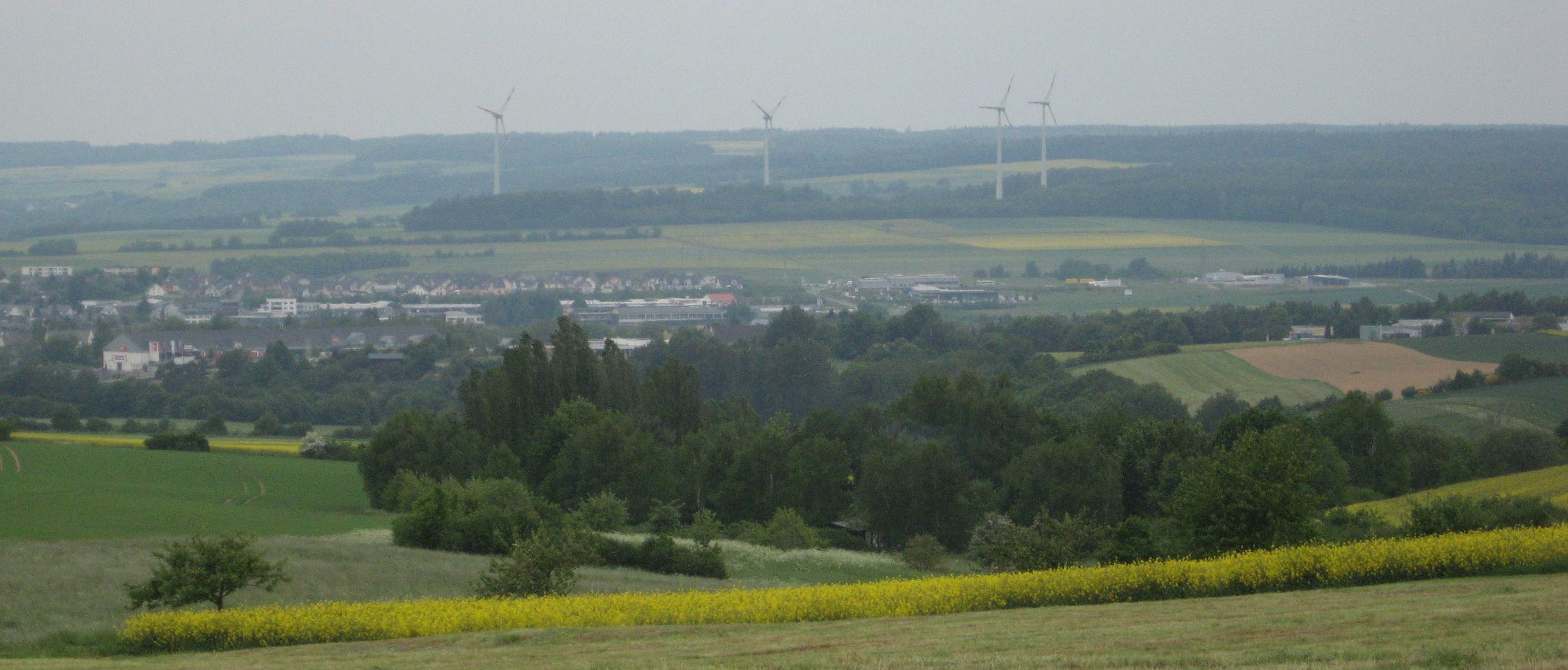
Simmerner Mulde – Ausblick von Riesweiler über Simmern im Hintergrund der Windpark Külz

Die Simmerner Mulde ist eine eingesenkte Hochmulde des Mittelgebirges Hunsrück in Rheinland-Pfalz, Deutschland.

## Geografie
Die Simmerner Mulde wird im Süden und Osten abgegrenzt vom Lützelsoon, dem Soonwald und dem Binger Wald. Im Westen und Norden wird die Mulde durch den Idarwald sowie die langsam ansteigende Hochfläche zwischen Kappel und Kastellaun eingegrenzt. Die durchschnittliche Höhe beträgt 350 m ü. NN.

## Geologie
Die Böden bestehen aus tonigem Schieferverwitterungsgestein, Lehm und Ton.

## Landschaftsnutzung
Die Landschaft ist vielseitig, neben forstwirtschaftlicher Nutzung mit Laub- und Nadelwald werden die Hochflächen ackerbaulich genutzt. Durch die flachen Wiesentäler fließen Bäche vornehmlich in südlicher Richtung ab.